# Mistrzostwa Świata FIBT 1999
Mistrzostwa Świata FIBT 1999 odbyły się w dniach 6–7 lutego 1999 w Cortinie d’Ampezzo, gdzie odbyły się konkurencje bobslejowe, a w Altenbergu przeprowadzono konkurencje skeletonowe.

## Skeleton
- Data: 20–21 lutego 1999
- Miejsce: Altenberg

### Mężczyźni
| Miejsce | Sportowiec      | Narodowość        | Czas    |
| ------- | --------------- | ----------------- | ------- |
| 1       | Jim Shea        | Stany Zjednoczone | 4:00.22 |
| 2       | Andy Böhme      | Niemcy            | 4:00.79 |
| 3       | Willi Schneider | Niemcy            | 4:01.17 |
| 4       | Kristan Bromley | Wielka Brytania   | 4:01.34 |
| 5       | Ryan Davenport  | Kanada            | 4:01.53 |
| 6       | Kazuhiro Koshi  | Japonia           | 4:01.57 |
| 7       | Urs Vescoli     | Szwajcaria        | 4:02.78 |
| 8       | A.J.Collins     | Wielka Brytania   | 4:03.93 |
| 9       | Franz Plangger  | Austria           | 4:03.94 |
| 10      | Dirk Matschenz  | Niemcy            | 4:04.16 |

### Tabela medalowa
| Miejsce | Państwo           |   |   |   | Razem |
| ------- | ----------------- | - | - | - | ----- |
| 1.      | Stany Zjednoczone | 1 | 0 | 0 | 1     |
| 2.      | Niemcy            | 0 | 1 | 1 | 2     |

## Bobsleje

### Dwójki
- Data: 6–7 lutego 1999 roku
- Miejsce: Cortina d’Ampezzo

Klasyfikacja końcowa po czterech ślizgach:
| Miejsce | Narodowość    | Zawodnik                                | czas    |
| ------- | ------------- | --------------------------------------- | ------- |
| 1       | Włochy I      | Günther Huber Enrico Costa Ubaldo Ranzi | 3:33.62 |
| 2       | Niemcy I      | Christoph Langen Markus Zimmermann      | 3:33.80 |
| 3       | Francja I     | Bruno Mingeon Emanuel Hostache          | 3:33.96 |
| 4       | Szwajcaria I  | Reto Götschi Guido Acklin               | 3:34.11 |
| 5       | USA I         | Brian Shimer Pavle Jovanovic            | 3:34.59 |
| 6       | Niemcy III    | André Lange Enrico Kühn                 | 3:35.08 |
| 7       | Szwajcaria II | Christian Reich Urs Aeberhard           | 3:35.17 |
| 8       | Kanada I      | Pierre Lueders Ken LeBlanc              | 3:35.36 |
| 9       | Włochy II     | Fabrizio Tosini Marco Menchini          | 3:35.58 |
| 10      | Łotwa I       | Sandis Prūsis Jānis Ozols               | 3:35.82 |

- Ranzi zastąpił kontuzjowanego Costę po pierwszym ślizgu.

### Czwórki
- Data: 6  - 7 lutego 1999

| Miejsce | Narodowość | Zawodnik                                                     | czas |
| ------- | ---------- | ------------------------------------------------------------ | ---- |
| 1       | Francja    | Bruno Mingeon Emanuel Hostache Éric Le Chanony Max Robert    | -    |
| 2       | Szwajcaria | Marcel Rohner Markus Nüssli Beat Hefti Silvio Schaufelberger | -    |
| 3       | Kanada     | Pierre Lueders Ken LeBlanc Ben Hindle Matt Hindle            | -    |

## Tabela medalowa
| Miejsce | Państwo    |   |   |   | Razem |
| ------- | ---------- | - | - | - | ----- |
| 1.      | Francja    | 1 | 0 | 1 | 2     |
| 2.      | Włochy     | 1 | 0 | 0 | 1     |
| 3.      | Niemcy     | 0 | 1 | 0 | 1     |
|         | Szwajcaria | 0 | 1 | 0 | 1     |
| 5.      | Kanada     | 0 | 0 | 1 | 1     |